# Île des Monts Déserts
L'île des Monts Déserts (Mount Desert Island en anglais) est une île de l’État américain du Maine, dans le comté de Hancock. Avec ses 280 km2, elle est la plus vaste île de l’État.
L’île fut découverte par Samuel de Champlain, en 1604. Il lui donna le nom d’« île des Monts Déserts » en raison de ses sommets dépourvus de végétation.
L’île des Monts Déserts est en grande partie couverte par le parc national d'Acadia. Peuplée d’environ 10 000 habitants, elle accueille de nombreux villégiateurs pendant l’été. La principale agglomération de l’île est Bar Harbor.

## Géographie

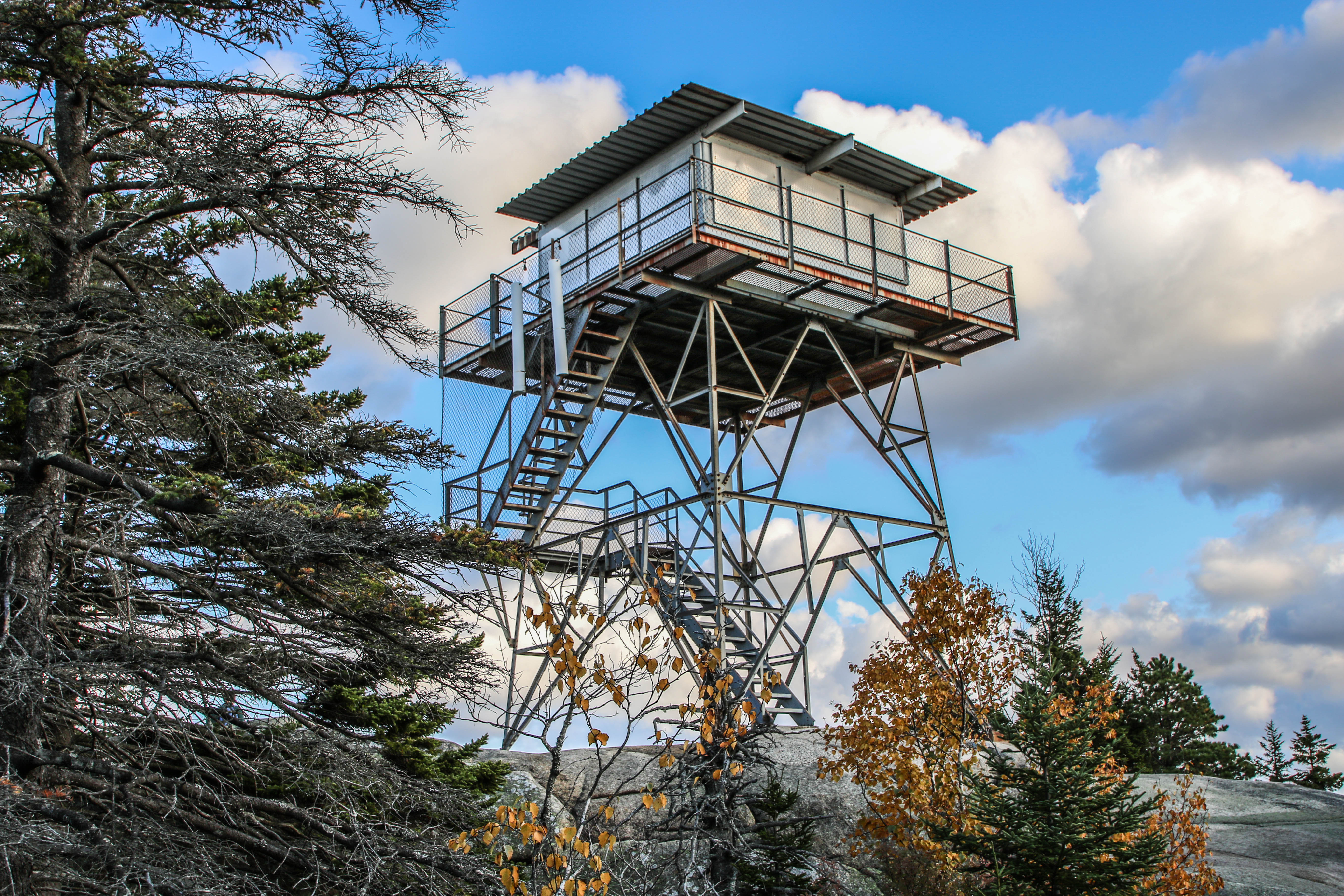
La tour de guet de Beech Mountain, située à une altitude de 25 m sur l'île des Monts Déserts.

L’île des Monts Déserts est située très près du continent, auquel elle est reliée par un pont routier à deux voies long de 900 mètres s'appuyant sur la petite île intermédiaire de Thompson Island ; la municipalité d'importance la plus proche étant Ellsworth. Son rivage très découpé comprend de nombreuses criques, baies et fjords qui témoignent de l’érosion glaciaire sur le socle granitique. Le plus long de ces bras de mer, le Somes Sound, s’enfonce sur une dizaine de kilomètres à l’intérieur de l’île et la coupe pratiquement en deux parties.

### Lacs
L’île compte plusieurs lacs très allongés, comme le Long Pond, le Seal Cove Pond, l’Eagle Lake et le Jordan Pond.

### Relief
Le point culminant de l’île est le Cadillac Mountain, haut de 466 m.

### Divisions administratives
L’île des Monts Déserts est divisée en quatre municipalités : Bar Harbor, Mount Desert, Southwest Harbor et Tremont, chacune d’entre elles regroupant plusieurs petites localités.

## Histoire
- L’île des Monts Déserts est fréquentée depuis des millénaires[évasif] par les peuples amérindiens de la région (dont les Abénaquis), qui y hivernaient[1]. Ils ont laissé d’importants amas de coquilles sur certains sites de l’île.

- Samuel de Champlain fut le premier Européen à découvrir l’île, à laquelle il donna le nom d’« île des Monts Déserts ». En 1613, une mission jésuite française s’établit à Fernald Point[2], près de l’entrée du Somes Sound, mais elle fut détruite peu après par les Anglais.

- En 1688, Antoine de Lamothe-Cadillac reçut en concession du gouverneur de la Nouvelle-France un territoire de 400 km2 couvrant l’île des Monts Déserts et la région de la rivière Union, sur le continent. Il n’occupa cependant pas son fief. L’île se trouvait en effet à la frontière des deux colonies (Nouvelle-France au nord et Nouvelle-Angleterre au sud) et cette localisation était source d’instabilité.

- La colonisation de l’île par les Britanniques débuta en 1763, lorsque la France abandonna officiellement ses prétentions sur le Canada à l’issue de la guerre de Sept Ans. La foresterie, l’agriculture, la pêche, l’extraction de granite et la construction navale demeurèrent les activités principales de l’île des Monts Déserts pendant plus d’un siècle.

- Au milieu du XIXe siècle, des peintres de l’école de l’Hudson commencèrent à séjourner régulièrement sur l’île. Leurs toiles, qui montraient le mode de vie traditionnel des insulaires, engendra un intérêt croissant pour l’île parmi l’élite de la Nouvelle-Angleterre.

- À la fin du siècle, l’île est devenue une destination très prisée par les grandes fortunes américaines : les Rockefeller, les Ford, les Carnegie et bien d’autres s’y firent construire des résidences luxueuses et plusieurs palaces s’y installèrent. Pour protéger leur tranquillité, ils font classer l'île en parc national. Cette période faste de la haute société de la côte est prend fin avec un incendie qui ravage l'île le 17 octobre 1947, détruisant les grands hôtels et villas de luxe.

- Depuis les années 1990. l'île connaît une prospérité nouvelle avec le tourisme écologique de la classe moyenne de la côte est, et une gastronomie basée sur le homard à des prix défiant toute concurrence.

- 17 décembre 1987, décès de l’académicienne française Marguerite Yourcenar qui, naturalisée américaine, y avait vécu avec sa compagne Grace Frick.

## Utilisation dans la culture populaire
- Une version post-apocalyptique de l'île des Monts Déserts peut être explorée dans l'extension Far Harbor du jeu-vidéo Fallout 4. Le territoire y est mentionné en tant que « L'île » et Bar Harbor prend le nom de Far Harbor.

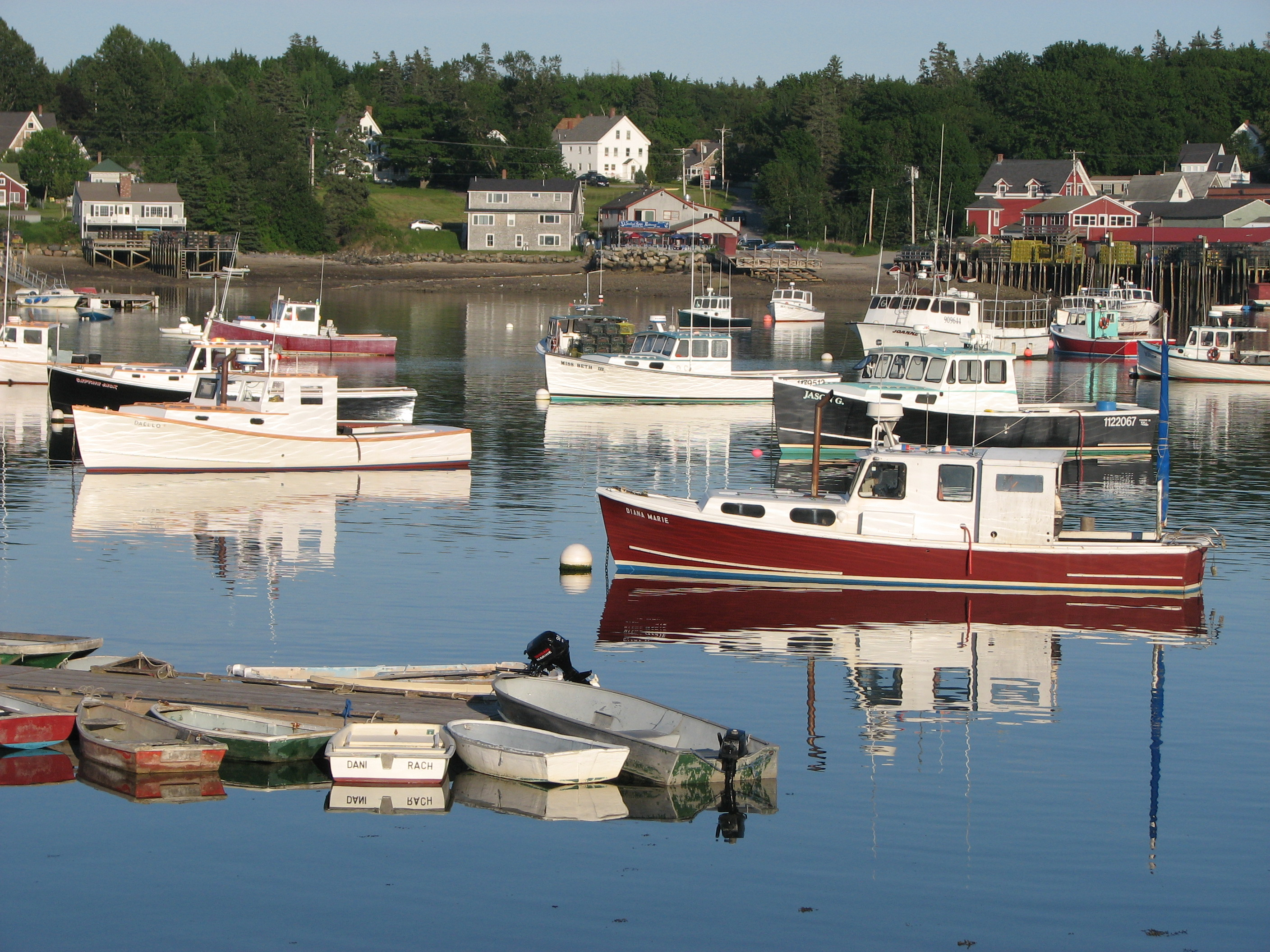
Le petit port de Bass Harbor
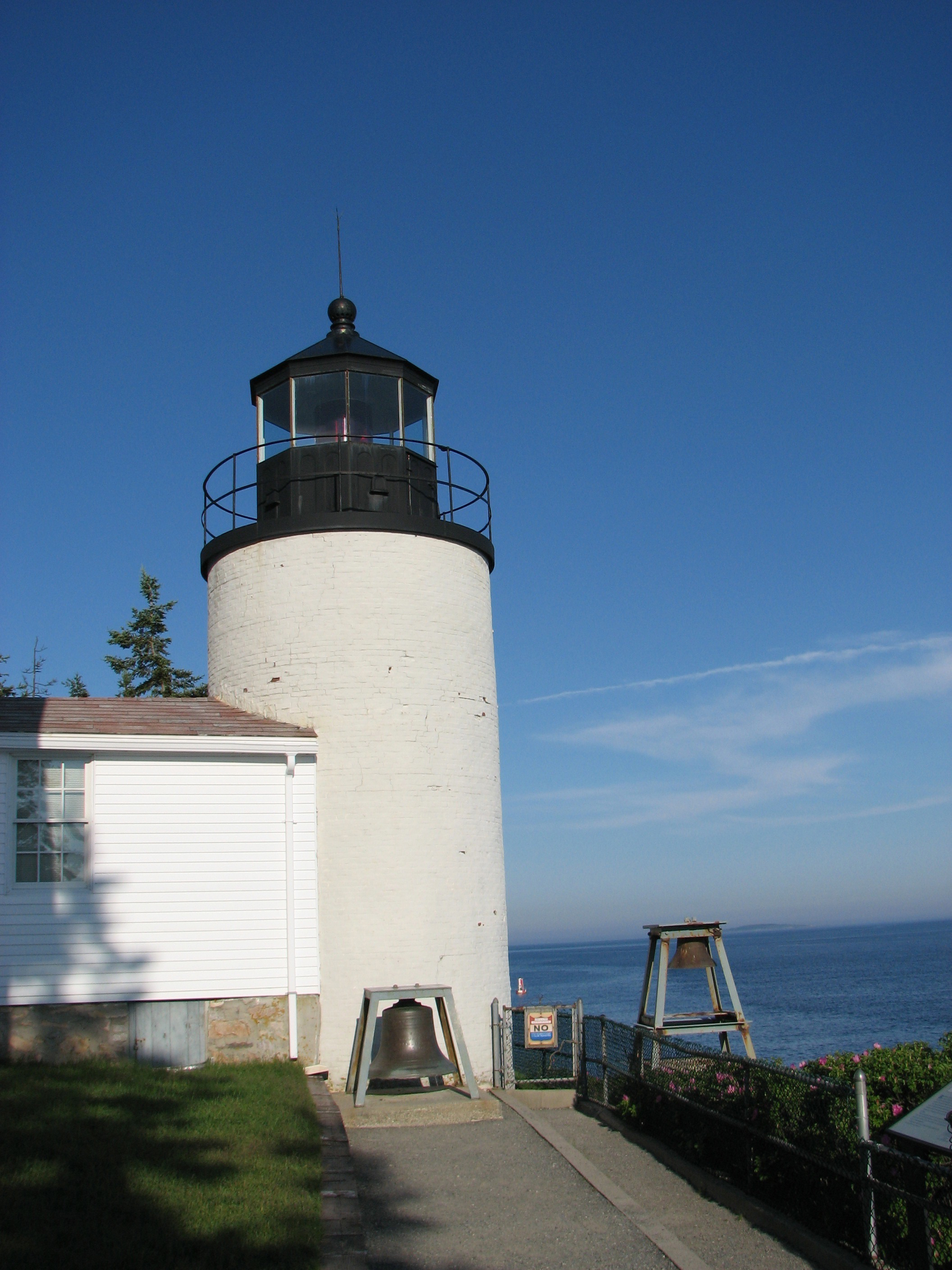
Le phare de Bass Harbor, à l’extrémité sud de l’île
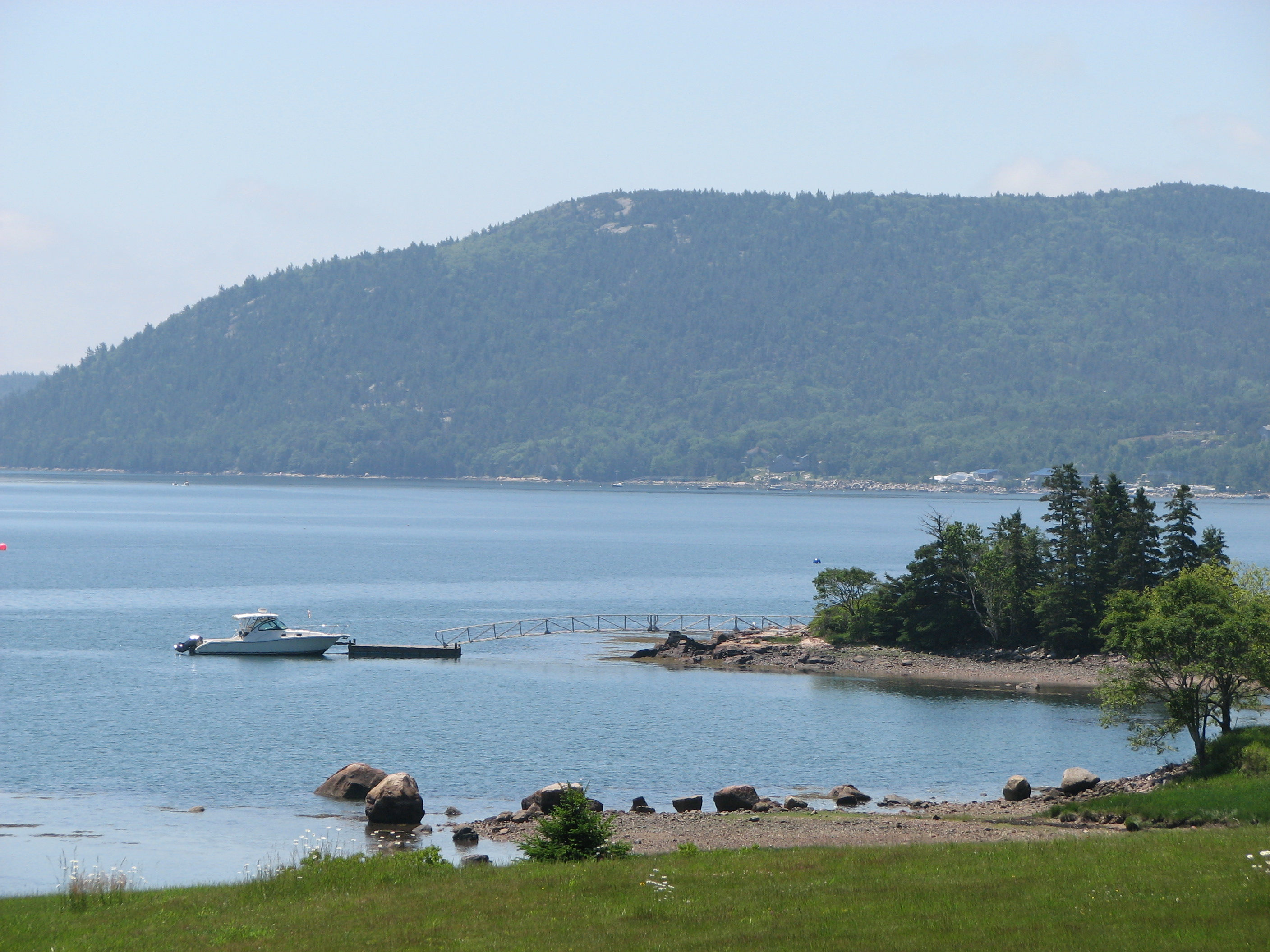
Somes Sound, le plus long bras de mer dans l’île
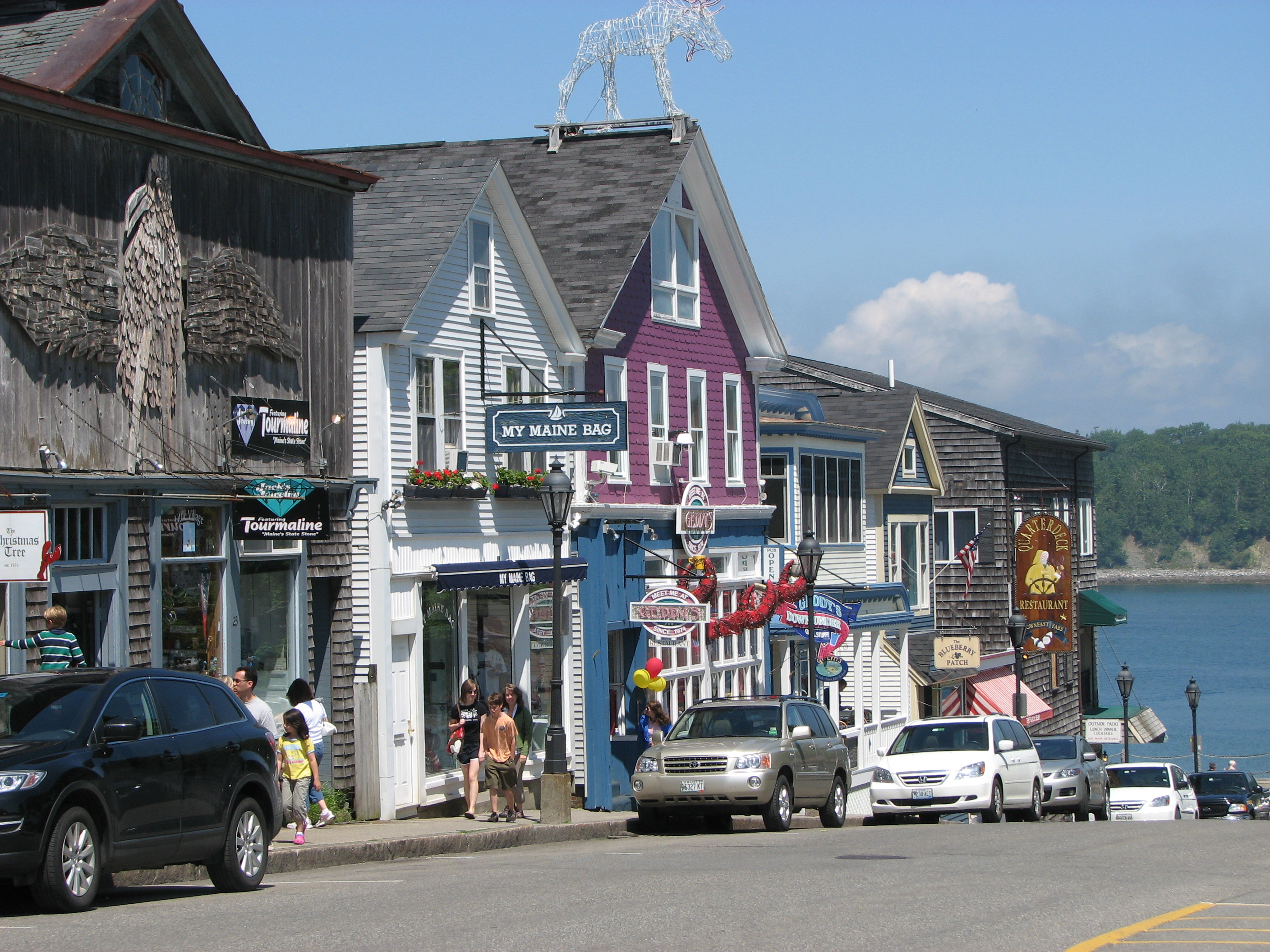
Le centre-ville de Bar Harbor

### Webographie
- Ressource relative à la géographie :   - Geographic Names Information System
- Notices dans des dictionnaires ou encyclopédies généralistes :   - Britannica
  - Maine: An Encyclopedia
- Notices d'autorité :   - VIAF
  - IdRef
  - LCCN
  - GND
  - Israël